# Stockholm Records
Stockholm Records è una etichetta discografica, filiale svedese di Universal Music Group, fondata nel 1992, e nota per aver prodotto musicisti come Army of Lovers ed E-Type.

## Panoramica
L'etichetta boutique è stata originariamente lanciata nel 1992 come casa discografica indipendente dai suoi fondatori svedesi Ola Håkansson e Alexander Bard in collaborazione con il distributore e investitore originale PolyGram a Londra.
Håkansson e Bard hanno diretto l'azienda per i primi sei anni, ottenendo un successo globale con artisti che hanno vinto più dischi di platino come Army of Lovers, The Cardigans, A-Teens, E-Type e Lisa Miskovsky. Un'altra firma degna di nota durante questo periodo è stata Johan Renck, che originariamente usava lo pseudonimo Stakka Bo, ma in seguito divenne molto più famoso come regista di video musicali, lavorando per artisti come Madonna, Beyoncé e Robbie Williams. Anche Johan Lagerlöf ha prodotto per l'etichetta.
Håkansson e Bard hanno venduto le loro azioni della Stockholm Records alla Universal Music Group nel 1998, dopo di che la società è stata inserita in Universal Music come etichetta boutique.